# 日独戦ドイツ兵捕虜

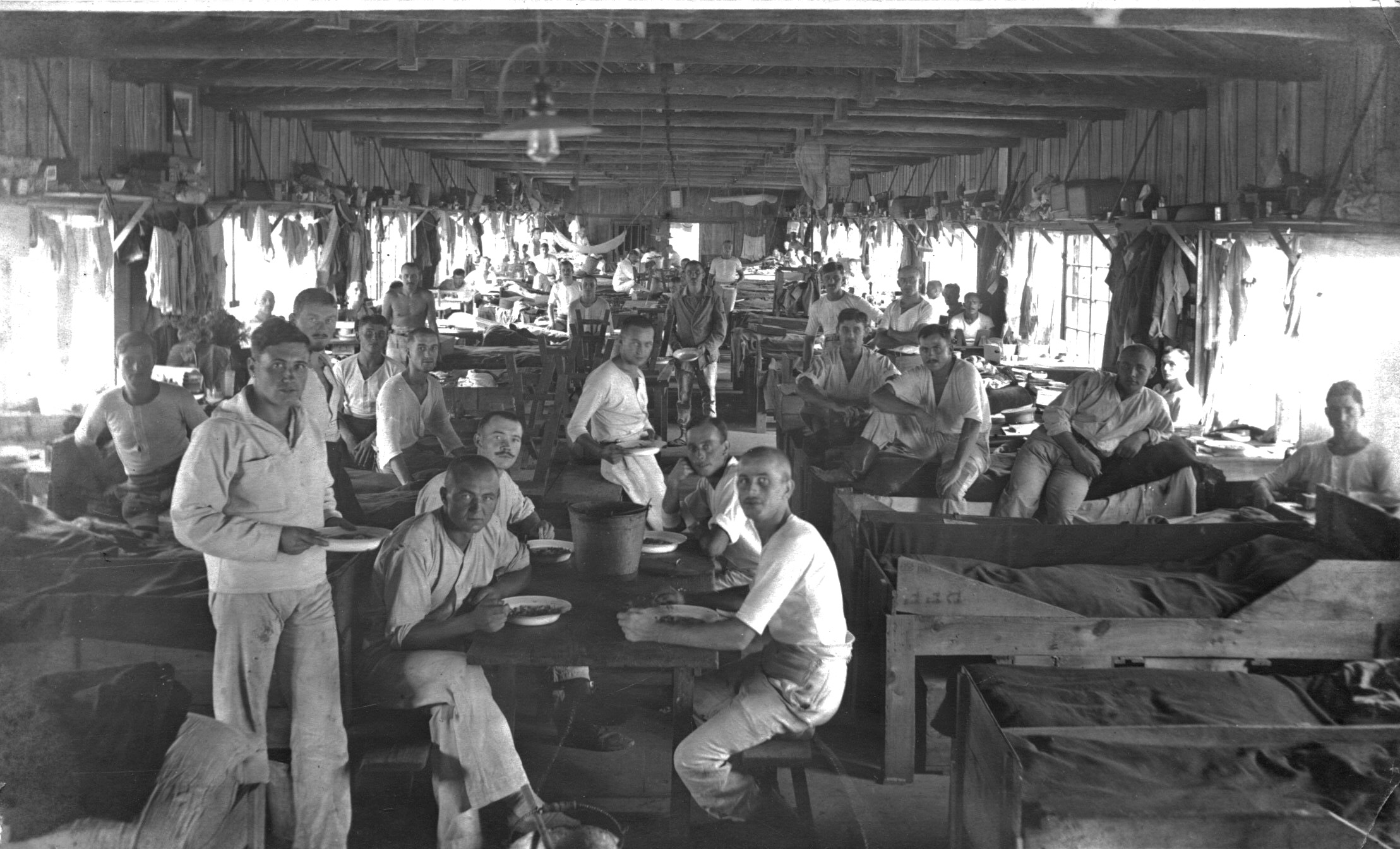
久留米俘虜収容所の建物と収容された捕虜たち

日独戦ドイツ兵捕虜（にちどくせんドイツへいほりょ）とは、第一次世界大戦中の日独戦争で、中華民国の青島（チンタオ）および南洋群島等で連合国軍の捕虜になり、日本に収容された約4700名のドイツ軍およびオーストリア＝ハンガリー帝国軍の将兵および民間人。

## 捕虜の発生
第一次世界大戦中の1914年（大正3年）8月23日に、日本はドイツ帝国に宣戦布告し、日独戦争が始まった。青島の戦いでドイツ軍は11月7日に日本軍に降伏し、約4500名が捕虜（当時の陸軍用語で「俘虜」）となった。後に南洋群島等からの捕虜がこれに加わり、総勢約4700名が収容された。これらの将兵を「日独戦ドイツ兵捕虜（俘虜）」、「青島戦ドイツ兵捕虜（俘虜）」、「チンタオ・ドイツ兵捕虜（俘虜）」「チンタオ独軍捕虜（俘虜）」「青島ドイツ軍捕虜（俘虜）」などと呼ぶ。捕虜にはドイツ兵だけでなく、オーストリア＝ハンガリー帝国兵士も含まれていた。さらに、青島で投降したドイツ軍将兵が3,906人だったのを、4千人の大台に乗せるために在留民間人が員数合わせで捕虜に加えられた。
ドイツ側の降伏後すぐに、東京では政府により対策委員会が設置され、当時の陸軍省内部に保護供与国と赤十字との関係交渉を担当する「俘虜情報局」が開設された。捕虜たちは貨物船で同年の11月中に日本に輸送され、久留米・東京・名古屋・大阪・姫路・丸亀・松山・福岡・熊本・静岡・徳島・大分の12か所に開設された俘虜収容所に収容されることとなり、順次日本に移送された。

## 収容
日本側にとって、ドイツ側の降伏は予想以上に早いものであった。そのため想定以上の人数を収容する必要が生じ、当初は捕虜受け入れの態勢が不十分で、捕虜たちは寺院、公会堂、校舎、病院跡地などに設置された仮設収容所に収められた。それらは劣悪な環境が多く、食料供給も乏しく、略奪や逃亡者も発生。将校クラスの者たちも特別待遇を受けることはなかった。
日独戦は早期に終結したが、ヨーロッパにおける戦争が長期化したため、長期収容に備えた施設が建設されることとなる。1915年に千葉県の習志野俘虜収容所と兵庫県の青野原俘虜収容所が、1917年に広島県の似島俘虜収容所と徳島県の板東俘虜収容所が開設され、当初から存在した久留米、名古屋とあわせた6箇所に統合される。
新しい俘虜収容所の準備が整い次第、捕虜は段階的に仮設収容所から移送されていった。

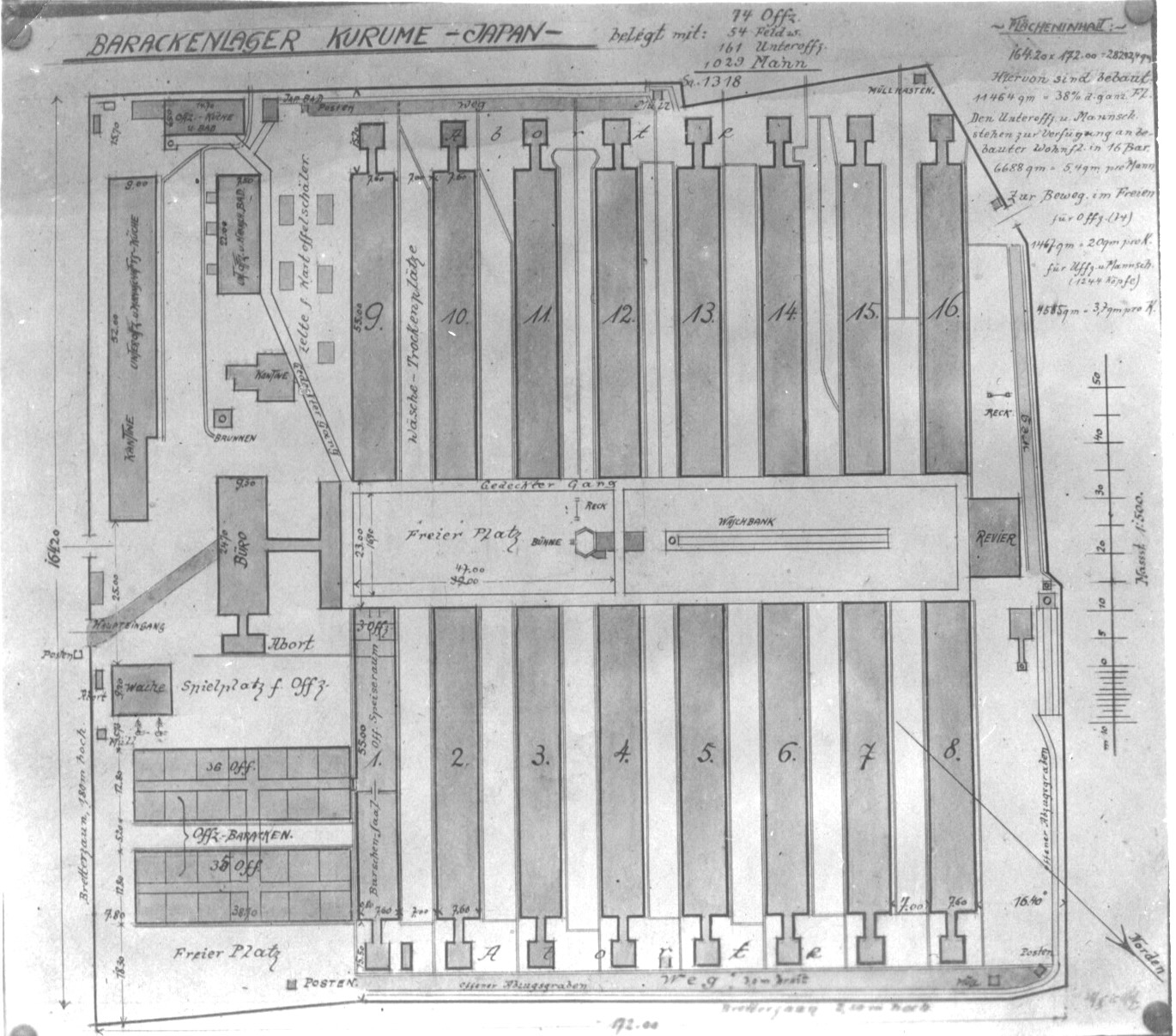
収容された捕虜が作成した、久留米俘虜収容所の平面図
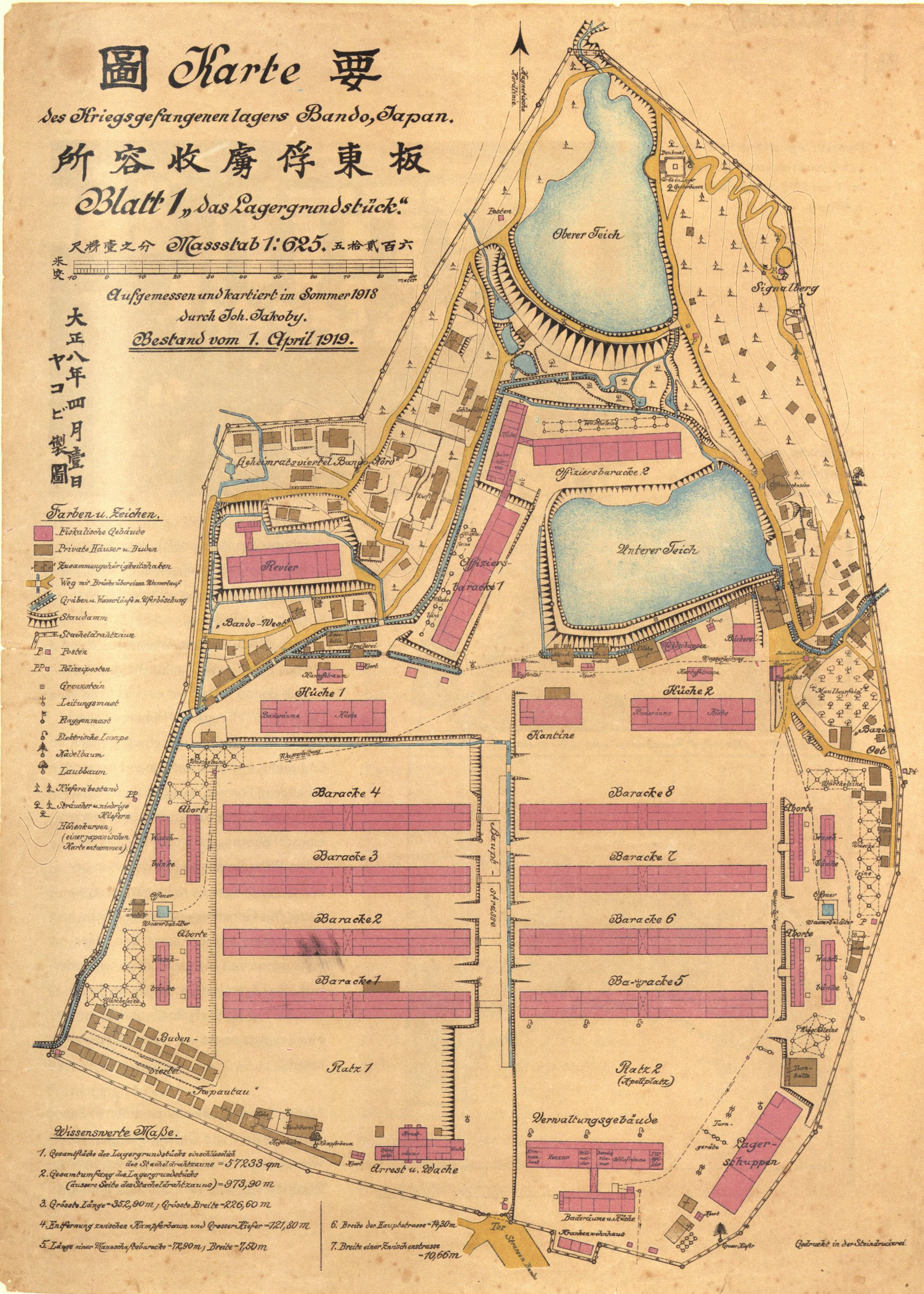
収容された捕虜であるヨハン・ヤコービが作成した、板東俘虜収容所の平面図（1919年4月）

### 収容所の一覧
出典は似島臨海少年自然の家ウェブサイト。
1914年開設
| 名称   | 開設年月日     | 閉鎖年月日    | 備考                                |
| 久留米 | 1914年10月6日  | 1920年3月12日 | 中途で福岡より一部移転              |
| 東京   | 1914年11月11日 | 1915年9月7日  | 習志野に統合                        |
| 名古屋 | 1914年11月11日 | 1920年4月1日  |                                     |
| 大阪   | 1914年11月11日 | 1917年2月19日 | 似島に移転                          |
| 姫路   | 1914年11月11日 | 1915年9月20日 | 船場本徳寺等3寺に設置、青野原に移転 |
| 丸亀   | 1914年11月11日 | 1917年4月21日 | 板東に統合                          |
| 松山   | 1914年11月11日 | 1917年4月23日 | 板東に統合                          |
| 福岡   | 1914年11月11日 | 1918年4月12日 | 久留米・習志野等に移転              |
| 熊本   | 1914年11月11日 | 1915年6月9日  | 久留米に統合                        |
| 静岡   | 1914年12月3日  | 1918年8月25日 | 習志野に統合                        |
| 徳島   | 1914年12月3日  | 1917年4月9日  | 板東に統合                          |
| 大分   | 1914年12月3日  | 1918年8月25日 | 習志野に統合                        |

1915年開設
| 名称   | 開設年月日    | 閉鎖年月日   | 備考                                    |
| 習志野 | 1915年9月7日  | 1920年4月1日 | 東京・静岡・大分を統合 一部福岡より移転 |
| 青野原 | 1915年9月20日 | 1920年4月1日 | 姫路より移転                            |

1917年開設
| 名称 | 開設年月日    | 閉鎖年月日   | 備考                   |
| 似島 | 1917年2月19日 | 1920年4月1日 | 大阪より移転           |
| 板東 | 1917年4月9日  | 1920年4月1日 | 徳島・丸亀・松山を統合 |

## 捕虜の処遇と方針

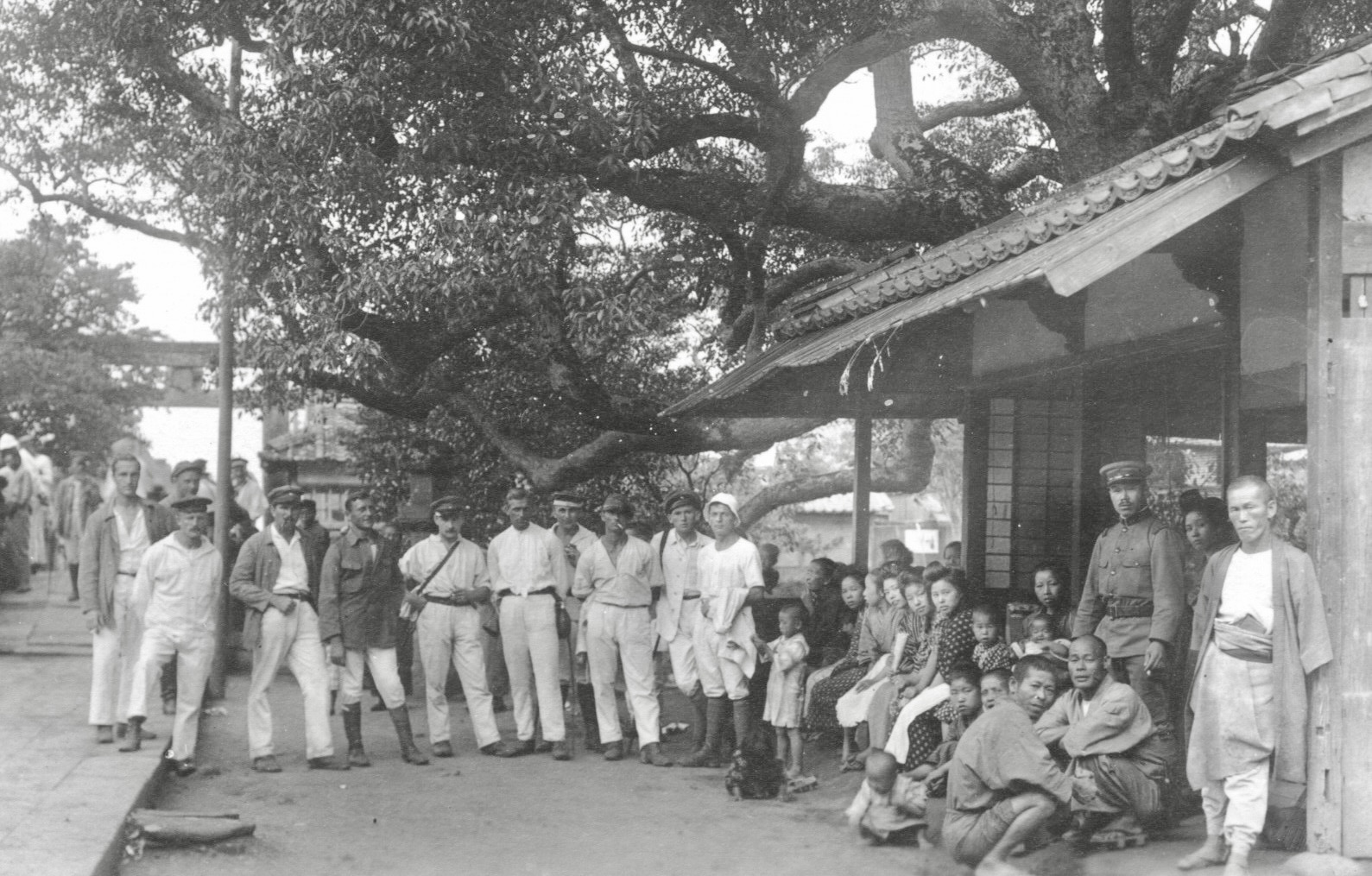
神社を訪れた久留米俘虜収容所の捕虜と、一緒に写真に納まる日本の一般市民
監視の兵士が同伴したが、捕虜たちは収容所を外出して遠足に行くこともあった。

陸軍省は、1904年 - 1905年にロシア人捕虜に関する規定を決め、捕虜に対する人道的な扱いを定めた。これは1899年のハーグ陸戦条約の捕虜規定が適用された最初の例であった。捕虜及び傷者の扱いは、赤十字国際委員会により人道的であると認められた。しかし一方では地域の駐屯軍の下にいる収容所の指揮官にその処遇の最終的なあり方は依存していたため、収容所側の日本人の態度とドイツ人捕虜内の世論は場所によって様々に異なっていた。しかし同時期の他国の捕虜の扱いと比較しても、日本は収容総数がそれ程多くなかったこともあり、総じて日本側の待遇は十分耐えうるもので、関係機関の指導により環境の改善もなされた。
捕虜の脱走未遂発生のため、1915年以降は戦争俘虜に関する規定が厳格化。また現行の戦時国際法に反し、日本は脱走者に規則上のみならず刑法上でも処罰を課す方針をとったために、再捕捉された捕虜が有罪判決を受けることもあった。脱走計画の黙認、幇助も処罰の対象だったため、収容所の職員たちもまた管理体制を厳しくした。

### 収容所
宿舎はたいてい学校、寺院、労働者寮、災害時用の質素な住居、退去後の兵舎で構成されていた。トイレの不足や害虫・ネズミの発生、日本人向けの住居構造ゆえの窮屈さ、寒さ、などが問題点として報告された。将校は単独で別個の家に収容され、一般兵より好待遇を受けた。

### 経済活動と金銭

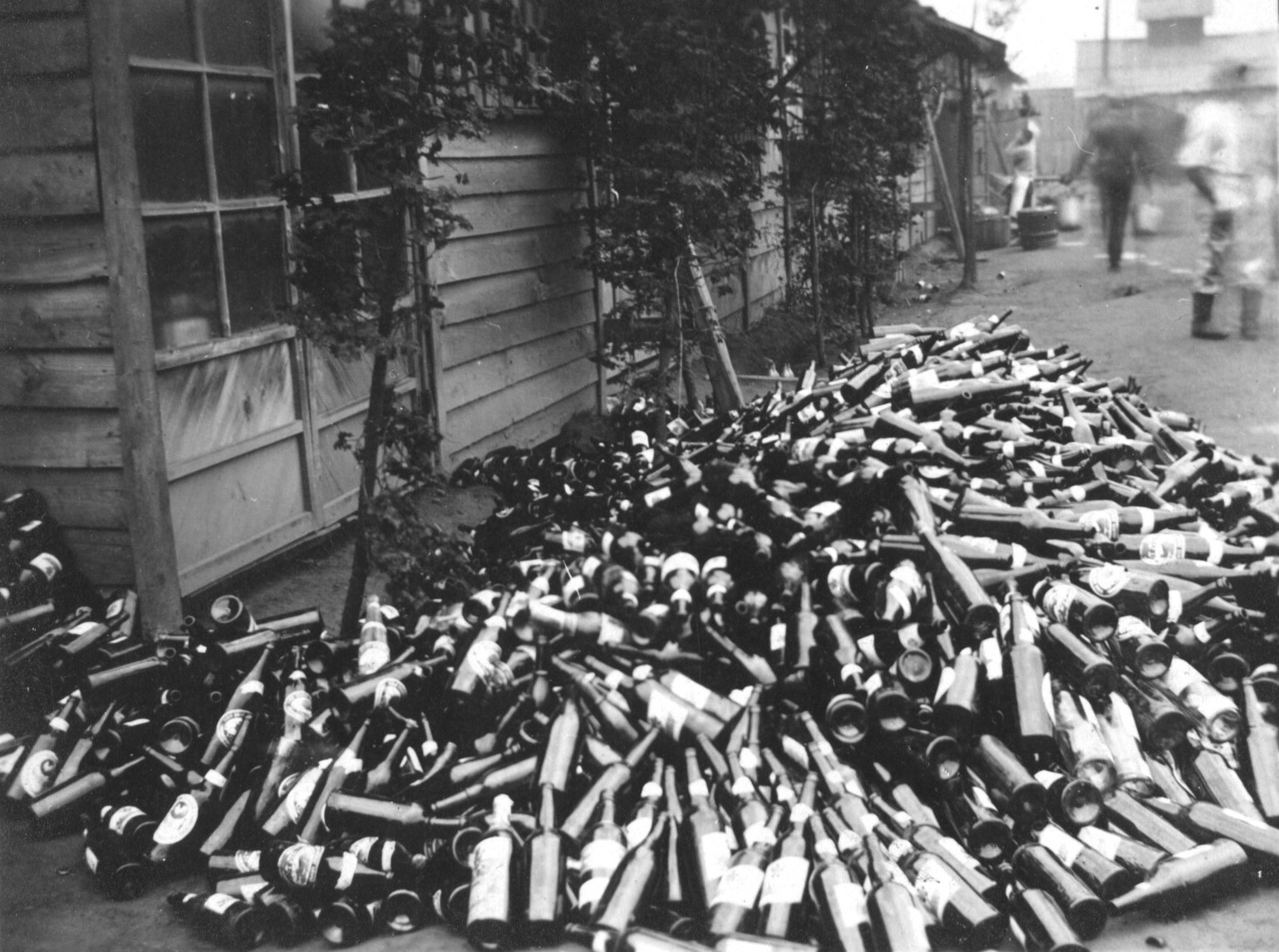
久留米俘虜収容所で山積みにされた、ビールなどの酒類の空き瓶

戦時中、日本にいたドイツ人民間人らは、経済活動は禁じられていたものの、宗教活動や娯楽など生活の自由は保障されていた。彼らは捕虜となったドイツ人らに援助委員会を介しての物品、金銭援助を行い、本や楽器のための寄付活動も組織した。捕虜たちは階級差はあるものの、日本兵と同様に給料を受領。更には周辺地での労働や、親類、以前の勤務先からの振込みなどを通じてお金を調達した。1917年までドイツ政府は将校に月給とクリスマスボーナスも支給していた。
収容所内には日本人が経営する売店もあり、彼らは自由に買い物ができた。また収容所を出入りする商人からも同様に買い物ができ、アルコール類も生活必需品と同様に入手可能だった。板東俘虜収容所内にはレストランも完備されていた。

### 連絡手段
手紙や小包は没収、破棄されることもあった。郵便物の発着送は検閲官の管理下にあったが、手続きは大変煩雑であった。発送を許可されたものはわずかで、規則を順守する形で送られるか、もしくは郵送手段が全て禁止されていた。使用言語が日本語やドイツ語以外のもの（ハンガリー語など）は、郵送は認められなかった。

### 医療
医学的処置は現代の水準からすると不十分だったと言わざるをえないが、病気や怪我などの身体的苦痛と並んで、多くの入院患者は無為な日々と、閉所恐怖症によって引き起こされた精神障害に悩まされた。これは俗にいう“有刺鉄線病”であったといわれている。1918年の秋には世界中でスペインかぜが猛威をふるい、収容所内でも捕虜や日本軍の軍人に多くの感染者が出た。

### 文化活動
生活の自由は保障されていたため、演劇団、人形劇団、オーケストラ、スポーツチームなどが結成された。彼ら捕虜の多くが、もともと民間人の志願兵であったため、技術を生かして様々な自治活動を行った。彼らは収容所内の自治活動に参加。菜園管理や動物の飼育、厨房（酒保）やベーカリー（パン屋）も経営していた。また、捕虜らに向けた授業や講演会が多数行われ、東アジア文化コースと題して日本語や中国語の授業も行われた。
収容所内に設けられた印刷所では、その他にも、“Die Baracke”（ディ・バラッケ、「兵営」や「兵舎」の意味）と呼ばれる瓦版（ニュースペーパー）の刊行、語学教科書やガイドブック、実用書などが発行された。また全国各地の収容所内や外部施設で、俘虜作品展覧会も行われた。
板東俘虜収容所では、音楽に通じた捕虜の何人かが、収容所内外で地元民へ西洋楽器のレッスンをおこなった。開催場所の一つとして、徳島市の立木写真館（写真家立木義浩の実家で、NHK朝の連続テレビ小説「なっちゃんの写真館」のモデル）がある。
名古屋・青野原・似島の各収容所では、捕虜で結成されたサッカーチームが近傍の日本人チームと交流試合をおこなった事跡が確認されている。彼らのサッカー技術は当時の日本から見れば高い水準にあり、指導のために遠方の学校に招かれた事例も存在した。

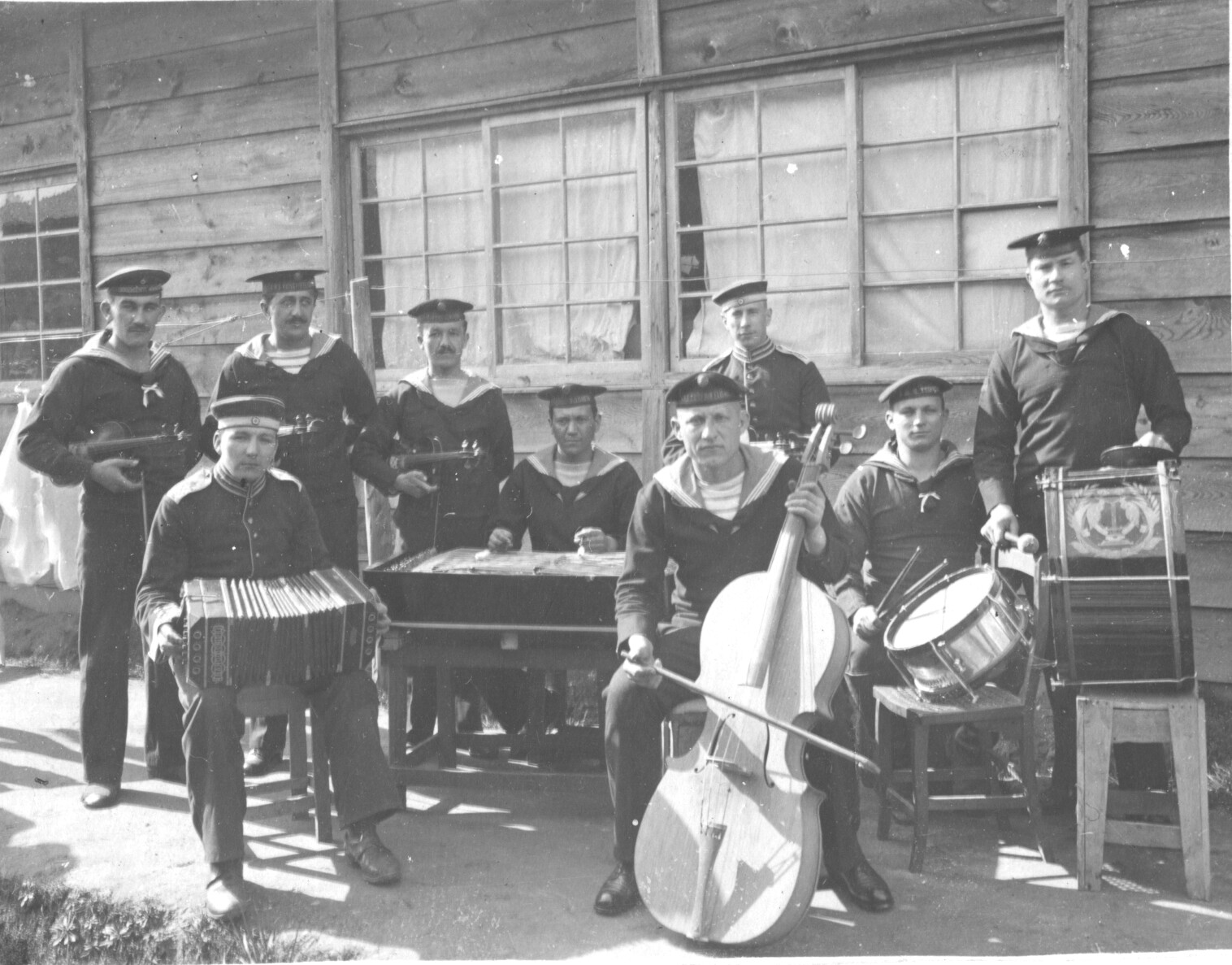
久留米俘虜収容所で結成された楽団 バイオリンやチェロ、大小の太鼓、蛇腹楽器、ハックブレット（英語版、ドイツ語版）とみられる打弦楽器を手にしている。
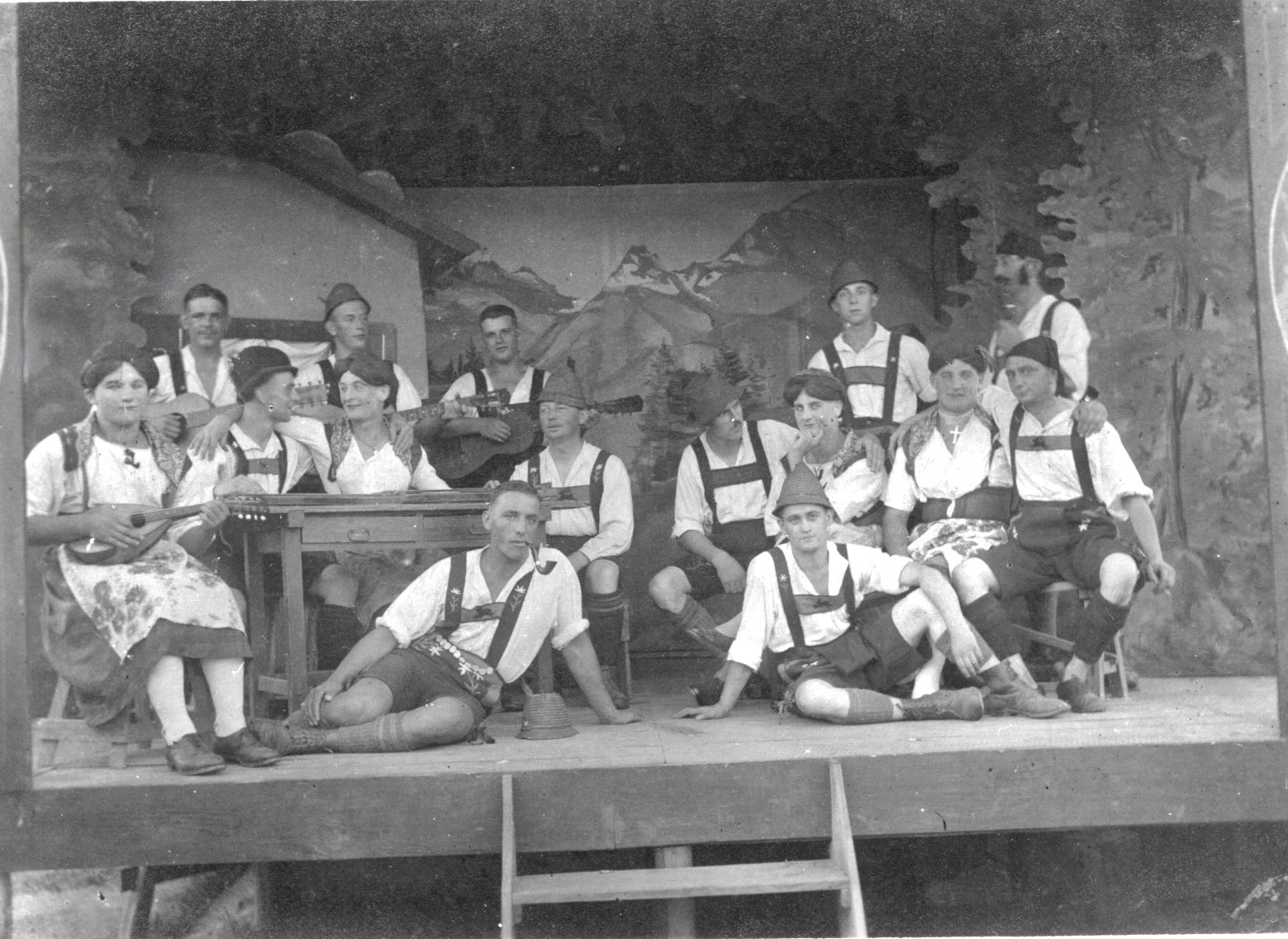
久留米俘虜収容所の劇団 左端の捕虜は女装した上にマンドリンを手にしている。
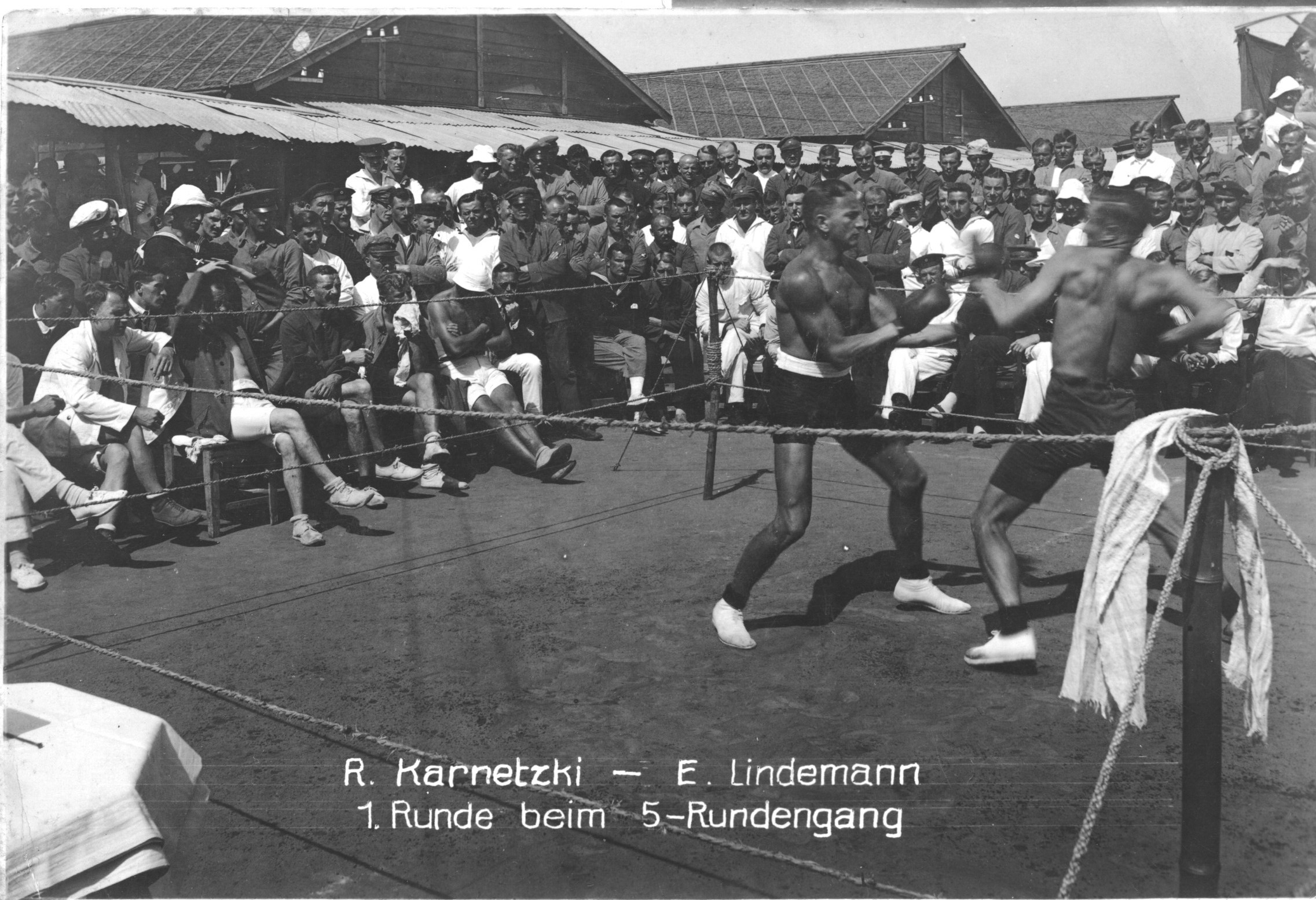
久留米俘虜収容所で行われたボクシングの試合
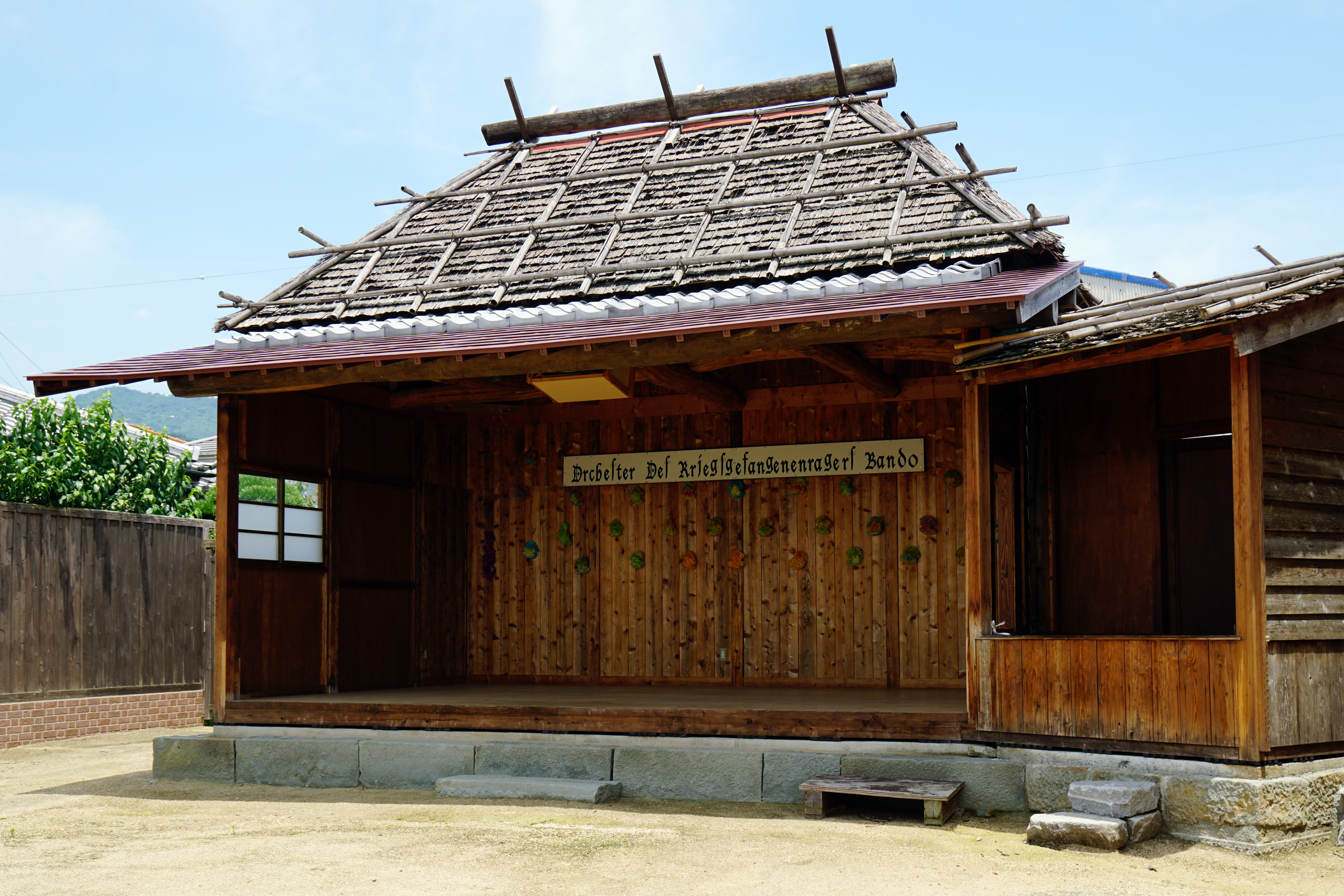
復元された収容所内の劇場 （阿波大正浪漫 バルトの庭）
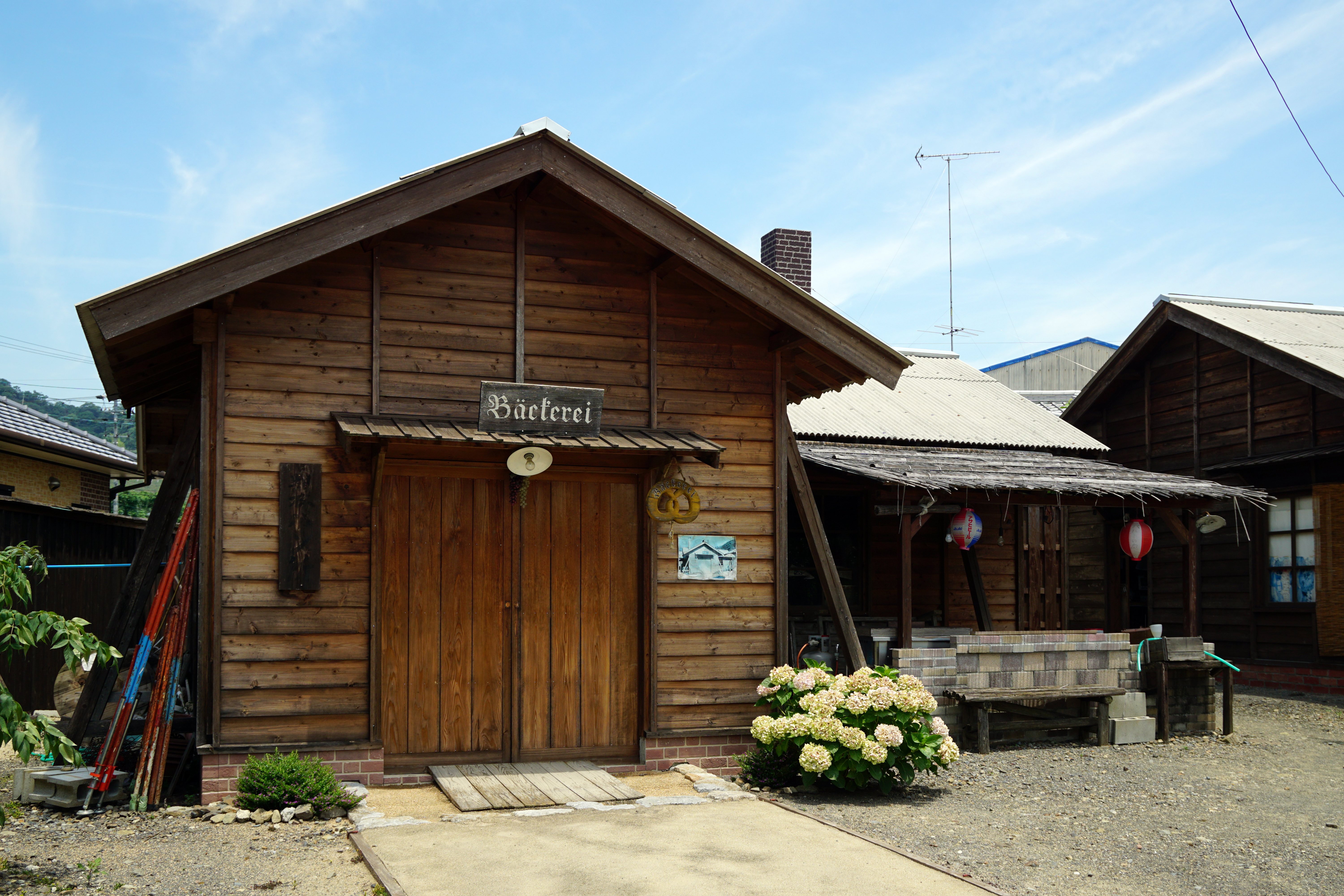
復元された収容所内のベーカリー （阿波大正浪漫 バルトの庭）

### 技術指導
一部の収容所では、捕虜の持つ技能を日本に移植することを目的に、捕虜を日本人の経営する事業所に派遣して指導をおこなわせた。名古屋俘虜収容所の捕虜の指導で製パン技術を学んだ半田の敷島製粉所は、これをもとに敷島製パンへと発展することとなった。1920年に敷島製粉所から敷島製パンが発足する際、元捕虜のハインリヒ・フロインドリーブを技師長として招聘している。また、板東俘虜収容所のあった鳴門市内には、捕虜から製法を学んで創業したパン店『ドイツ軒』が現在も営業している。明治屋は1922年に、元俘虜のバン・ホーテンやヘルマン・ウォルシュケを雇ってソーセージ製造を開始した。

### 中立国視察団の巡察と報告内容
1916年3月には中立国であるアメリカの駐日大使は、同国の外交官サムナー・ウェルズを派遣し、捕虜らの処遇の調査目的で収容所の視察を実施。詳しい協議が随所で行われた結果、捕虜たちの訴えの多くは正当なものだが、日本側も環境改善に尽力したという結論がだされた。
多くの事例に関して、窮屈で不衛生な宿泊環境に関する不満は説得力があり、一部では争点は給食、医療処置、散歩の不足などにも及んだが、状況は収容所によって様々であった。ウェルズは詳細な報告書を作成し、それを元にアメリカ大使が東京であらゆる問題点に関して日本側の代表と協議を重ねた。
ウェルズは、同年12月に行った2度目の収容所視察ツアーで、ほぼ全ての収容所に関して環境が改善したことを確認している。1917年2月には、アメリカは第一次世界大戦に連合国として参戦したためにドイツとの外交関係を解消し、同国の日本でのドイツとオーストリア・ハンガリー帝国の保護供与国としての任務も終了。スイスがドイツの、スペインがオーストリア・ハンガリー帝国の、新たな保護供与国となった。

## 捕虜のその後
1919年12月末より翌1920年1月末にかけて、ヴェルサイユ条約の締結により、捕虜の本国送還が行われた。約170人が日本に残り、収容所で培った技術で生計をたて、肉屋、酪農、パン屋、レストランなどを営んだ。帰国が叶わず病死した兵士たちの墓が静岡陸軍墓地や真田山陸軍墓地（大阪市）、名古山霊苑（姫路市）等に現存する。
一方本国ドイツに帰国した者たちは、荒廃し貧困にあえぐ戦後の状況の中、“青島から帰還した英雄”と歓迎された。収容所の中で“極東文化”に興味を持った者が後にドイツで日本学者、中国学者となる事例もあり、日本語や中国語の教科書が出版されドイツで普及するなど、収容所の影響は学問分野にもみられる。

## 著名な捕虜
- カール・ユーハイム - ユーハイム創業者

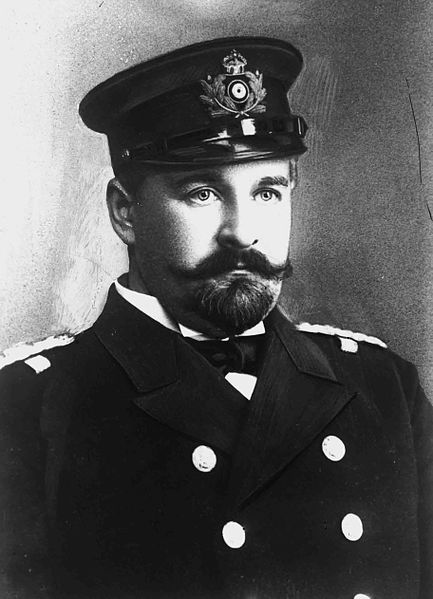
アルフレート・マイヤー＝ヴァルデック総督（1911年）
ドイツ兵捕虜の中で最高位の人物で、福岡俘虜収容所を経て、習志野俘虜収容所に収容された。

- アウグスト・ローマイヤー - ローマイヤ創業者
- ハインリヒ・フロインドリーブ（ドイツ語の正しい発音はフロイントリープ） - フロインドリーブ創業者
- フリードリヒ・ハック
- カール・ヤーン - ソーセージの製法を伝えた[7]。
- ヘルマン・ウォルシュケ - ホットドッグを日本で初めて売ったとされる。
- ハインリッヒ・ハム - ワイン醸造技師。戦争前にワイン醸造の指導のため日本に招かれていた経歴を持つ。
- ヨハンネス・ユーバーシャール - 日本研究者
- カール・フォン・ヴェークマン - 日本研究者
- フリッツ・ルンプ - 日本研究者
- アルフレート・マイヤー＝ヴァルデック - 膠州湾租借地総督
- ヘルマン・ボーナー（ドイツ語版） - 日本研究者
- アドルフ・ハース（ドイツ語版）  - ベルゲン・ベルゼン強制収容所所長

## 関連人物

### 俘虜収容所所長
- 松江豊寿 - 坂東俘虜収容所所長。捕虜に対し寛大に接し、温情は捕虜たちからも尊敬された。後に会津若松市市長
- 西郷寅太郎 - 西郷隆盛の嫡男。東京俘虜収容所所長を経て、習志野俘虜収容所所長に就いたが、在任中にスペインかぜで死去。
- 真崎甚三郎 - 久留米俘虜収容所2代目所長。厳しい管理を行い、捕虜を殴打したこともある一方で、捕虜の音楽活動を許可した。後に参謀次長を経て教育総監
- 林銑十郎 - 久留米俘虜収容所3代目所長。後に第33代内閣総理大臣

### その他の人物
- 板東英二 - 中国からの引き揚げ後、板東俘虜収容所の建物を利用した引揚者住宅に住んでいた。後にプロ野球選手